# Joachim Goerdeler
Joachim Goerdeler (* 12. September 1912 in Magdeburg; † 1. August 2007) war ein deutscher Chemiker und Professor an der Friedrich-Wilhelms-Universität Bonn.
Goerdeler wuchs in Danzig auf. Er studierte Chemie an der Universität Leipzig und wurde dort 1940 bei Burckhardt Helferich mit der Arbeit Über die β-d-Glucosidase im Schneckenemulsin promoviert. Er war Soldat im Zweiten Weltkrieg und kam nach dem Attentat vom 20. Juli 1944 kurzzeitig in Haft. Im Juni 1945 wurde er vor der sowjetischen Besetzung Thüringens und Sachsens von US-amerikanischen Truppen nach Westdeutschland evakuiert. An der Universität Bonn wurde er erneut Mitarbeiter von Helfferich und habilitierte sich dort 1952 mit einer Schrift Über Synthese und Reaktionen der 5-Amino-1,2,4-thiodiazole. Er wurde in Bonn 1959 zum außerplanmäßigen Professor, 1963 zum Wissenschaftlichen Rat und Professor und 1966 zum Abteilungsvorsteher ernannt. Er gehörte im Studienjahr 1966/67 dem Senat der Universität an.
Sein Arbeitsgebiet war insbesondere die Chemie von Heterocyclen, darunter hauptsächlich die Stoffgruppe der 1,2,4-Thiadiazole und deren Anwendung in der industriellen Produktion von Azofarbstoffen. Weitere Forschungsgebiete waren Single-Bond-No-Bond-Isomerien und (Thio)-Acylheterokumulene als Synthesebausteine.
Goerdeler war Autor von mehr als 100 wissenschaftlichen Veröffentlichungen.